# Siniša Mihajlović
Siniša Mihajlović (Kirin Serbia: Синиша Михајловић, phát âm [sǐniʃa mixǎːjloʋitɕ]; (20 tháng 2 năm 1969 – 16 tháng 12 năm 2022) là  cựu cầu thủ và huấn luyện viên bóng đá chuyên nghiệp người Serbia.
Ông chơi ở vị trí hậu vệ hoặc tiền vệ trong suốt sự nghiệp. Ông chơi 63 trận và ghi được 10 bàn cho đội tuyển Nam Tư từ năm 1991 đến 2003, bao gồm các giải đấu World Cup 1998 và Euro 2000. Được xem như một trong những cầu thủ sút phạt tốt nhất mọi thời đại,[a] ông giữ kỷ lục sút phạt thành bàn nhiều nhất tại Serie A, cùng Andrea Pirlo, với 28 bàn. Ông từng là huấn luyện viên của đội tuyển bóng đá quốc gia Serbia từ tháng 5 năm 2012 đến tháng 11 năm 2013, và có cả quốc tịch Ý.

## Đầu đời
Sinh ra ở Vukovar trong một gia đình thuộc tầng lớp lao động có cha là người Serb từ Bosnia và mẹ là người Croat, Mihajlović lớn lên ở Borovo Naselje cùng với một người em trai, Dražen (sinh năm 1973). Cha của họ Bogdan (mất năm 2011) là một tài xế xe tải, trong khi mẹ Viktorija của họ làm việc trong một nhà máy giày. Mihajlović tự nhận mình là một người Serb, nhưng đã nói rằng ông cũng coi Croatia như đất nước của mình.
Trong suốt những năm cuối tuổi trẻ, Mihajlović là một phần của thế hệ vàng Nam Tư đã giành chức vô địch Giải vô địch trẻ thế giới năm 1987 tại Chile, tuy nhiên, ông không được chọn vào đội mà huấn luyện viên trưởng Mirko Jozić đưa tới giải đấu.
Trong Chiến tranh giành độc lập ở Croatia, nhà của ông đã bị quân Croatia phá hủy, trong đó có người bạn thân thời thơ ấu của anh, một người dân tộc Croat, buộc cha mẹ ông phải chạy trốn. Chú ruột của ông gọi cho mẹ ông và nói rằng bà nên ở lại Borovo, trong khi chồng cô, cha của Siniša, bị giết. Khi Lực lượng Bảo vệ Tình nguyện Serbia chiếm Borovo, họ đã bắt được người chú, và tìm thấy số của Siniša trong sổ địa chỉ của ông; Siniša được gọi đến và hỏi họ có phải họ hàng không - anh ấy đã cứu anh ấy. Trong một cuộc phỏng vấn năm 2016, Mihajlović cho biết ông đã tha thứ cho người bạn thời thơ ấu của mình trong một cuộc họp ở Zagreb trước trận đấu quan trọng ở vòng loại Euro 2000 giữa CHLB Nam Tư và Croatia.

## Sự nghiệp quốc tế
Từ năm 1991 đến 2003, Mihajlović đã ra sân 63 lần và ghi 10 bàn cho đội tuyển quốc gia CHLB XHCN Nam Tư / Serbia & Montenegro. Ông đã tham dự FIFA World Cup 1998, nơi ông ghi một quả đá phạt vào lưới Iran khi Nam Tư lọt vào vòng hai. Anh ấy cũng đã tham gia UEFA Euro 2000. Anh bị đuổi khỏi sân trong trận mở màn của Nam Tư với Slovenia nhưng đã trở lại sau án phạt cấm thi đấu một trận khi Nam Tư lọt vào tứ kết.

## Phong cách thi đấu
Ngay từ đầu sự nghiệp thi đấu, Mihajlović đã ghi dấu ấn với khả năng sút xa, tạt bóng và chuyền dài cực tốt. Cú cứa lòng chính xác nhưng không quá khó của ông bằng chân trái đã giúp anh thường xuyên ghi được những bàn thắng đẹp mắt từ quả phạt đền. Một chuyên gia sút phạt và cố định, Mihajlović đã nói rằng ông đã ghi được những cú sút phạt từ xa tới 35 mét, nói thêm trong một cuộc phỏng vấn năm 2000 với BBC Sport: "Tôi thích sút với một cú xoay người vào cả hai phía của vào lưới. Tôi thường cố gắng ghi bàn trực tiếp từ các quả phạt góc." Được coi là một trong những chân sút phạt vĩ đại nhất mọi thời đại, ông có khả năng vừa ghi bàn vừa tạo ra cơ hội từ những pha bóng chết, và giữ kỷ lục ghi nhiều bàn thắng nhất Serie A từ những quả đá phạt, cùng với Andrea Pirlo, với 28 bàn thắng, cũng như kỷ lục ghi nhiều bàn thắng thứ hai từ các quả đá phạt cho một câu lạc bộ Serie A trên mọi đấu trường, với 43 bàn, sau Alessandro Del Piero. Cùng với Giuseppe Signori, ông là một trong hai cầu thủ duy nhất lập hat-trick từ những quả đá phạt ở Serie A, một chiến tích mà ông đã đạt được trong thời gian thi đấu cho Lazio, trong chiến thắng 5–2 trước Sampdoria, vào ngày 13 tháng 12 năm 1998, trong mùa giải 1998–99.
Trong sự nghiệp câu lạc bộ của ông ở Nam Tư với Vojvodina và Sao Đỏ Belgrade cũng như trong thời gian đầu ở Roma, ông chơi ở bên trái của hàng tiền vệ như một cầu thủ chạy cánh, hoặc một tiền vệ tấn công, nơi anh ấy được biết đến với sức bền và tốc độ, thuận chân và khả năng bọc lót bên cánh bằng những pha chạy chỗ, cũng như khả năng tắc bóng tuyệt vời bằng chân trái, và khả năng điều khiển các pha tấn công ở khu vực giữa sân. Khi chuyển đến Ý, huấn luyện viên Carlo Mazzone của Roma đã triển khai ông ở vị trí tiền vệ phòng ngự, mặc dù màn trình diễn của ông ở vị trí này có phần thiếu nhất quán do ý thức chiến thuật hạn chế của ông; Giữa mùa giải đầu tiên ở Ý, ông được tân huấn luyện viên trưởng Vujadin Boškov chuyển sang vị trí hậu vệ trái. Năm 1994, sau khi chuyển đến Sampdoria dưới sự dẫn dắt của huấn luyện viên trưởng Sven-Göran Eriksson, Mihajlović được chuyển đến vị trí trung tâm trong hàng phòng ngự của đội và giữ vị trí này trong phần còn lại của sự nghiệp. Ông sau đó đã rất xuất sắc trong vai trò trung vệ mới được thành lập này, nơi ông hoạt động như một hậu vệ quét, nhờ khả năng phòng ngự ổn định, thể hình, trí thông minh, khả năng lãnh đạo và sự bền bỉ, cũng như kỹ thuật tốt, chạm bóng và khả năng chuyền dài, giúp anh có thể chơi bóng từ phía sau; ông đã nhận được lời khen ngợi từ huấn luyện viên Carlo Mazzone, đặc biệt, người đã mô tả ông là một trong những cầu thủ xuất sắc nhất thế giới ở vị trí của mình.

## Thống kê sự nghiệp

### Câu lạc bộ
| Câu lạc bộ          | Mùa giải            | Giải vô địch          | Giải vô địch | Giải vô địch | Cúp quốc gia | Cúp quốc gia | Châu lục | Châu lục | Khác | Khác | Tổng cộng | Tổng cộng |
| Câu lạc bộ          | Mùa giải            | Hạng đấu              | Trận         | Bàn          | Trận         | Bàn          | Trận     | Bàn      | Trận | Bàn  | Trận      | Bàn       |
| ------------------- | ------------------- | --------------------- | ------------ | ------------ | ------------ | ------------ | -------- | -------- | ---- | ---- | --------- | --------- |
| Vojvodina           | 1988–89             | Yugoslav First League | 31           | 4            |              |              | —        | —        | —    | —    | 31        | 4         |
| Vojvodina           | 1989–90             | Yugoslav First League | 28           | 11           |              |              | 2        | 1        | —    | —    | 30        | 12        |
| Vojvodina           | 1990–91             | Yugoslav First League | 14           | 4            |              |              | —        | —        | —    | —    | 14        | 4         |
| Vojvodina           | Tổng cộng           | Tổng cộng             | 73           | 19           |              |              | 2        | 1        | —    | —    | 75        | 20        |
| Red Star Belgrade   | 1990–91             | Yugoslav First League | 14           | 1            | 3            | 1            | 5        | 1        | —    | —    | 22        | 3         |
| Red Star Belgrade   | 1991–92             | Yugoslav First League | 24           | 8            | 8            | 3            | 10       | 4        | 2    | 0    | 36        | 12        |
| Red Star Belgrade   | Tổng cộng           | Tổng cộng             | 38           | 9            | 11           | 4            | 15       | 5        | 2    | 0    | 66        | 18        |
| Roma                | 1992–93             | Serie A               | 29           | 1            | 7            | 5            | 5        | 1        | —    | —    | 41        | 7         |
| Roma                | 1993–94             | Serie A               | 25           | 0            | 3            | 0            | —        | —        | —    | —    | 28        | 0         |
| Roma                | Tổng cộng           | Tổng cộng             | 54           | 1            | 10           | 5            | 5        | 1        | —    | —    | 69        | 7         |
| Sampdoria           | 1994–95             | Serie A               | 25           | 3            | 2            | 0            | 6        | 1        | 1    | 1    | 34        | 5         |
| Sampdoria           | 1995–96             | Serie A               | 30           | 4            | 2            | 0            | —        | —        | —    | —    | 32        | 4         |
| Sampdoria           | 1996–97             | Serie A               | 28           | 2            | 1            | 0            | —        | —        | —    | —    | 29        | 2         |
| Sampdoria           | 1997–98             | Serie A               | 27           | 3            | 4            | 1            | 2        | 0        | —    | —    | 33        | 4         |
| Sampdoria           | Tổng cộng           | Tổng cộng             | 110          | 12           | 9            | 1            | 8        | 1        | 1    | 1    | 128       | 15        |
| Lazio               | 1998–99             | Serie A               | 30           | 8            | 4            | 1            | 9        | 0        | 1    | 0    | 44        | 9         |
| Lazio               | 1999–2000           | Serie A               | 26           | 6            | 7            | 4            | 12       | 3        | 1    | 0    | 46        | 13        |
| Lazio               | 2000–01             | Serie A               | 18           | 4            | 2            | 1            | 8        | 2        | 1    | 1    | 29        | 8         |
| Lazio               | 2001–02             | Serie A               | 6            | 0            | 2            | 0            | 2        | 0        | —    | —    | 10        | 0         |
| Lazio               | 2002–03             | Serie A               | 21           | 1            | 1            | 0            | 6        | 0        | —    | —    | 28        | 1         |
| Lazio               | 2003–04             | Serie A               | 25           | 1            | 6            | 0            | 5        | 1        | —    | —    | 36        | 2         |
| Lazio               | Tổng cộng           | Tổng cộng             | 126          | 20           | 22           | 6            | 42       | 6        | 3    | 1    | 193       | 33        |
| Internazionale      | 2004–05             | Serie A               | 20           | 4            | 6            | 1            | 4        | 0        | —    | —    | 30        | 5         |
| Internazionale      | 2005–06             | Serie A               | 5            | 1            | 5            | 0            | 3        | 0        | —    | —    | 13        | 1         |
| Internazionale      | Tổng cộng           | Tổng cộng             | 25           | 5            | 11           | 1            | 7        | 0        | —    | —    | 43        | 6         |
| Tổng cộng sự nghiệp | Tổng cộng sự nghiệp | Tổng cộng sự nghiệp   | 426          | 66           | 63           | 17           | 79       | 14       | 6    | 2    | 574       | 99        |

1. ↑  1 trận ở Siêu cúp châu Âu, 1 trận ở Cúp bóng đá liên lục địa
2. 1 2 3  Ra sân ở Siêu cúp bóng đá Ý
3. ↑  Ra sân ở Siêu cúp châu Âu

### Quốc tế
| Đội tuyển quốc gia  | Năm       | Trận | Bàn |
| ------------------- | --------- | ---- | --- |
| CHLB XHCN Nam Tư    | 1991      | 4    | 0   |
| CHLB XHCN Nam Tư    | 1992      | 0    | 0   |
| CHLB Nam Tư         | 1993      | 0    | 0   |
| CHLB Nam Tư         | 1994      | 2    | 0   |
| CHLB Nam Tư         | 1995      | 3    | 2   |
| CHLB Nam Tư         | 1996      | 7    | 0   |
| CHLB Nam Tư         | 1997      | 10   | 2   |
| CHLB Nam Tư         | 1998      | 11   | 2   |
| CHLB Nam Tư         | 1999      | 5    | 0   |
| CHLB Nam Tư         | 2000      | 6    | 1   |
| CHLB Nam Tư         | 2001      | 6    | 2   |
| CHLB Nam Tư         | 2002      | 8    | 1   |
| Serbia & Montenegro | 2003      | 1    | 0   |
| Tổng cộng           | Tổng cộng | 63   | 10  |

#### Bàn thắng quốc tế
| #  | Ngày                 | Địa điểm                                                | Lần ra sân thứ | Đối thủ        | Bàn thắng | Kết quả | Giải đấu                      |
| -- | -------------------- | ------------------------------------------------------- | -------------- | -------------- | --------- | ------- | ----------------------------- |
| 1  | 12 tháng 11 năm 1995 | Estadio Nacional Flor Blanca, San Salvador, El Salvador | 8              | El Salvador    | 1–0       | 4–1     | Giao hữu                      |
| 2  | 15 tháng 11 năm 1995 | Estadio Tecnológico, Monterrey, México                  | 9              | México         | 3–1       | 4–1     | Giao hữu                      |
| 3  | 10 tháng 9 năm 1997  | Štadión Tehelné pole, Bratislava, Slovakia              | 23             | Slovakia       | 1–1       | 1–1     | Vòng loại FIFA World Cup 1998 |
| 4  | 11 tháng 10 năm 1997 | Ta' Qali National Stadium, Attard, Malta                | 24             | Malta          | 2–0       | 5–0     | Vòng loại FIFA World Cup 1998 |
| 5  | 3 tháng 6 năm 1998   | Stade Olympique de la Pontaise, Lausanne, Thụy Sĩ       | 30             | Nhật Bản       | 1–0       | 1–0     | Giao hữu                      |
| 6  | 14 tháng 6 năm 1998  | Stade Geoffroy Guichard, Saint-Étienne, Pháp            | 32             | Iran           | 1–0       | 1–0     | FIFA World Cup 1998           |
| 7  | 15 tháng 11 năm 2000 | Stadionul Steaua, Bucharest, România                    | 48             | România        | 1–1       | 1–2     | Giao hữu                      |
| 8  | 24 tháng 3 năm 2001  | Stadion Partizana, Belgrade, Serbia & Montenegro        | 49             | Thụy Sĩ        | 1–0       | 1–1     | Vòng loại FIFA World Cup 2002 |
| 9  | 15 tháng 8 năm 2001  | Stadion Crvene Zvezde, Belgrade, Serbia & Montenegro    | 54             | Quần đảo Faroe | 1–0       | 2–0     | Vòng loại FIFA World Cup 2002 |
| 10 | 16 tháng 8 năm 2002  | Stadion Crvene Zvezde, Belgrade, Serbia & Montenegro    | 61             | Phần Lan       | 2–0       | 2–0     | Vòng loại UEFA Euro 2004      |

## Danh hiệu

### Cầu thủ

##### Vojvodina[3]
- Yugoslav First League: 1988–89

##### Red Star Belgrade[3]
- Yugoslav First League: 1990–91, 1991–92
- European Cup: 1990–91
- Intercontinental Cup: 1991

##### Lazio[3]
- Serie A: 1999–2000
- Coppa Italia: 1999–2000, 2003–04
- Supercoppa Italiana: 1998, 2000
- UEFA Cup Winners Cup: 1998–99
- UEFA Super Cup: 1999

##### Inter Milan[3]
- Serie A: 2005–06
- Coppa Italia: 2004–05, 2005–06
- Supercoppa Italiana: 2005

#### U21 Nam Tư
- UEFA European U-21 Championship: Á quân 1990

#### Cá nhân
- ESM Team of the Year: 1998–99, 1999–00[4]
- FR Yugoslavia player of the Year: 1999

### Huấn luyện viên

#### Cá nhân
- Huấn luyện viên Serbia của năm: 2019
- Gazzetta Sport Legend Award: 2019